# Čili
Číli je po okusu ostra začimba, pridobivajo jo iz drobnih plodov istoimenske grmičaste tropske rastline iz rodu paprik. Plodovi so lahko zelene, rdeče ali zlatorumene barve, večinoma so lahko dolgi zgolj dva do tri centimetra.

## Etimologija
Beseda čili izhaja iz španske besede »Chile«, v Evropo so jo namreč prinesli Španci v času kolonizacije Amerike. Samo ime za to vrsto paprike se uporablja v nekdanjih španskih in portugalskih kolonijah v Južni Ameriki, Indiji in Afriki, kjer se danes večinoma tudi prideluje.

## Značilnosti in uporaba
Posušene zmlete plodove rdeče vrste čilija v prahu prodajajo pod imenom kajenski poper.
Mlet čili je po okusu približno dvajsetkrat bolj pekoč od paprike, ker vsebuje znatno večjo količino alkaloida kapsaicina, vendar je manj aromatičen kot paprika, barva pa je precej bolj bleda.

## Kapsaicin
Kapsaicin je alkaloid iz družine kapsaicinoidov, ki so komponenta pekočih paprik, ki pripadajo rodu Capsicum. Kapsaicinoidi nastajajo v pekoči papriki kot sekundarni metabolit in imajo zaščitno vlogo. Kapsaicin (struktura kapsaicina) zaradi dvojne vezi, ki preprečuje prosto rotacijo, dovoljuje obstoj dveh izomerov (cis in trans), vendar se cis izomer v naravi ne pojavlja zaradi steričnih ovir med izopropilno skupino (-CH(CH3)2) in daljšo verigo, ki se med seboj odbijata in je zato cis stanje energetsko neugodno. Molekula je netopna v vodi. Odkrili so ga leta 1816, ko so ga prvič izolirali iz pekoče paprike. Kmalu so ugotovili, da je odgovoren za pekoč okus. Kapsaicin nastaja le v plodu, v mesnatem delu zraven semen je koncentracija najvišja. V semenih ga ni, prisoten je le na površini.
Kapsaicin dokazano znižuje raven holesterola in trigliceridov v krvi, preprečuje strjevanje krvi, krepi imunski sistem in ima antibakterijske in fungicidne lastnosti.

## Uporaba v kulinariki
Čili se uporablja za začinjanje zelenjavnih jedi, pikantnih omak, namazov, kot dodatek kravjemu siru, zelenjavnim enolončnicam, nepogrešljiv dodatek pa je tudi v tradicionalni mehiški jedi Chili con carne in se lahko kombinira tudi s sladkimi jedmi. Čili je tudi sestavni del vseh pekočih omak, kot je Tabasco omaka ter raznih mehiških sals.